# Busquístar
Busquístar est une commune de la communauté autonome d'Andalousie, dans la province de Grenade, en Espagne.

## Géographie

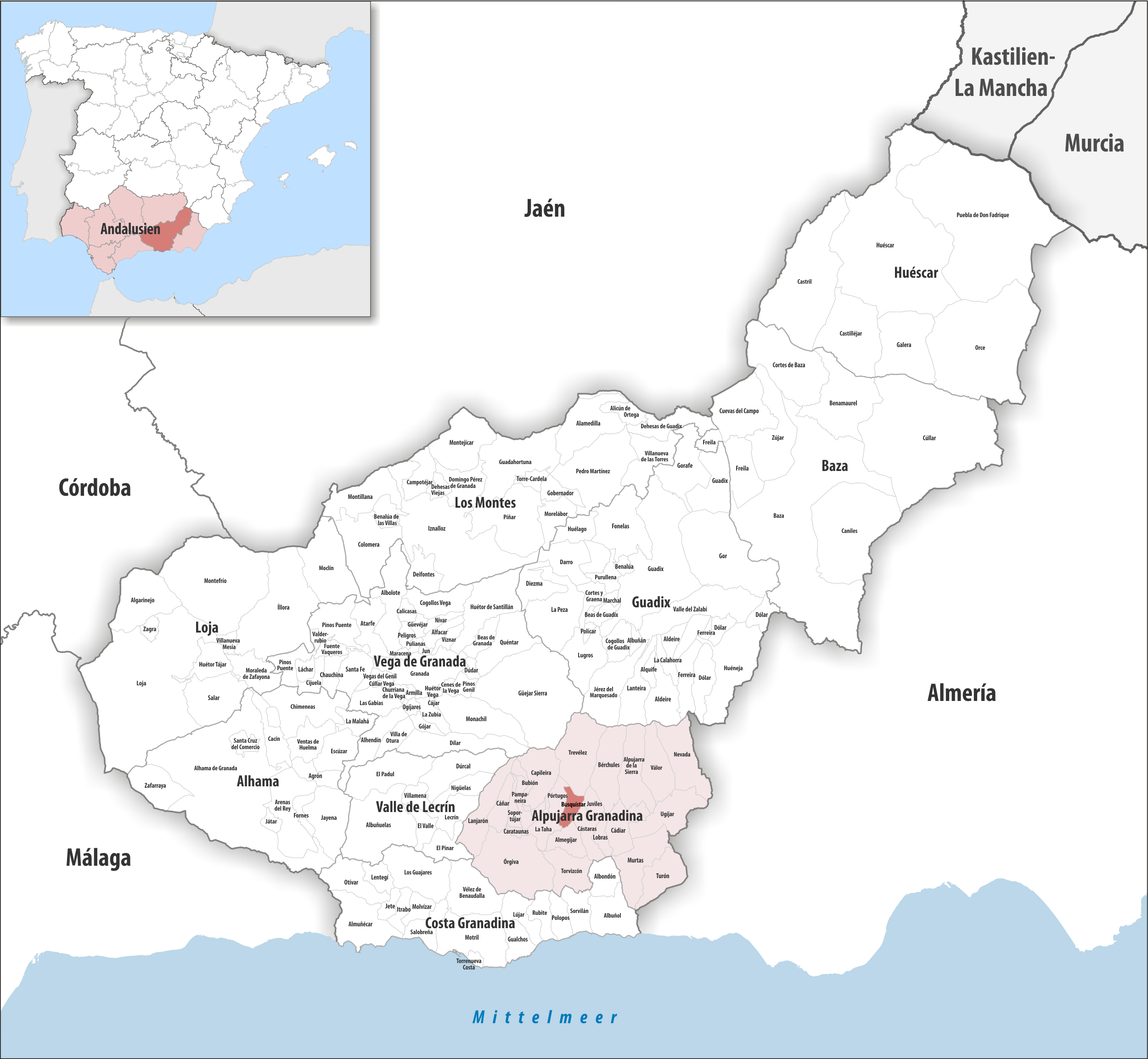
Busquístar dans la comarque Alpujarra grenadine, province de Grenade / en Andalousie

### Localisation
La commune de Busquístar se trouve au sud-sud-est de l'Espagne, dans le sud de la province de Grenade et vers le centre de la comarque Alpujarra grenadine (en espagnol Alpujarra Granadina).
Grenade est à 79 km nord-ouest ;
Madrid à 494 km nord ;
Malaga à 139 km ouest ;
Gibraltar à 277 km sud-ouest (distances par route).

### Généralités
Le cours d'eau Trévélez (es), affluent du Guadalfeo, prend source sur Trevélez, la commune voisine au nord, et travers toute la commune de Busquístar en s'écoulant vers le sud. Le bourg est du côté de sa rive droite (à l'ouest).

## Administration
| Période                                  | Période | Identité | Étiquette | Qualité |
| ---------------------------------------- | ------- | -------- | --------- | ------- |
| N/A                                      | N/A     | N/A      | N/A       | Maire   |
| Les données manquantes sont à compléter. |         |          |           |         |